# Jakup Krasniqi
Jakup Krasniqi, född den 1 januari 1951 i Glogovac i Kosovo, är en kosovoalbansk politiker.
Han var UÇK:s talesman under Kosovokriget.